# Aurelio Menegazzi
Aurelio "Aleardo" Menegazzi (Buttapietra, Vèneto, 15 de novembre de 1900 - Milà, 23 de novembre de 1979) va ser un ciclista italià que fou professional entre 1925 i 1934. Durant la seva carrera combinà la carretera amb la pista.
Abans de passar al professionalisme va prendre part en els Jocs Olímpics de París de 1924, on guanyà la medalla d'or en la prova de persecució per equips, fent equip amb Angelo de Martini, Francesco Zucchetti i Alfredo Dinale.
Com a professional no obtingué cap triomf de renom i es veié obligat a abandonar en les sis participacions en el Giro d'Itàlia i una en el Tour de França.

## Palmarès
- 1924
  -  Medalla d'or als Jocs Olímpics de París en persecució per equips
  - 1r a la Coppa Caldirola
  - 1r a l'Astico-Brenta
- 1925
  - 1r a la Coppa d'Inverno
  - 1r a la Coppa Appennino
- 1931
  - 1r a la Coppa d'Inverno
- 1932
  - Vencedor d'una etapa del Giro del Piemont

### Resultats al Tour de França
- 1930. Abandona (5a etapa)